# ブルーピーコック
ブルーピーコック（Blue Peacock、またの名をニワトリで稼動する核爆弾）は、ドイツのライン川区域に多くの10キロトンの核地雷を置くことを目的とした、1950年代英国のプロジェクトの開発コード名である。

## ブルーピーコック
この地雷は、ソ連地上軍の侵攻を阻止するために開発され、大量破壊と広範な地域での放射能汚染を引き起こすことにより、相当な期間にわたってソ連軍の占領を妨げるもので、爆発により生じるクレーターは深さ180メートルにおよぶとされた。ブルーピーコックは有線通信による遠隔制御、あるいは、8日間の時限装置によって起爆されることになっていた。起爆が妨害された場合、10秒以内に爆発するように設計されていた。
プロジェクトは1954年にケントのホールステッド砦で軍備研究開発機構（Armament Research and Development Establishment）により開発された。ブルーピーコックは、高性能爆薬に囲まれたプルトニウムのコアを包む巨大な鋼製の球状ケーシングからなる核爆弾である。設計は自由落下爆弾「ブルーダニューブ」を基にしており、ブルーピーコックは重さ7トン以上もあった。鋼のケーシングは非常に大きかったので、ケントのセブンオークスの近くの水没した砂利採掘場の戸外で試験しなければならなかった。
技術的な問題のひとつは、地中に埋められたブルーピーコックは（特に冬の間に）非常に冷えることがあるということだった。地雷は地下に埋められてから数日経つと、温度が低すぎるために電子部品が正常に作動せず、起爆しなくなる可能性があった。この問題に対処するべく様々な方法が検討され、断熱材で爆弾を包むことなどが検討された。しかしながら、これに対する解決方法は非常に風変わりだった。それは、生きている鶏を保温機構の一部にするというものであった。鶏は餌と水を与えられて、地雷内のケーシング中に封入される。鶏は一週間程度は生きている（それは爆弾の予想最大寿命と同じである）。鶏が発する体温は電子部品などのコンポーネントを作動する温度を維持するのに十分だと考えられた。
1957年7月に、イギリス陸軍は、野戦部隊が用いる原子力発電用設備であるという偽の名目で、ドイツに配備するために10発のブルーピーコックを発注したが、結局、国防省は1958年2月にプロジェクトを中止した。放射性降下物のリスク、および同盟国に核兵器を隠すという政治的側面におけるリスクが、単に高すぎて正当化できないと判断されたのだった。

## 機密解除と反響
その後、プロジェクトの関連文書は国立公文書館で機密扱いで保管され続けた。核兵器機構（Atomic Weapon Establishment）の元職員で2001年に退職したデーヴィッド・ホーキングズは、政府の公開文書をもとに核兵器機構の科学技術誌『ディスカヴァリー（Discovery）』にブルーピーコックについての論文を発表した。
ブルーピーコックに関する公文書は、2004年4月1日に機密解除された。しかし、公開の日付のためにエイプリルフールの冗談だと受け止める向きもあったため、国立公文書館は本件が冗談でもエイプリルフールでもないと表明しなければならなかった。
唯一残存するプロトタイプ（核装置はすべて取り除かれている）は、核兵器機構の歴史コレクションとして展示されている。